# Soudal Quick-Step Devo Team
Soudal-Quick-Step Devo Team is een Belgische wielerploeg die dient als opleidingsploeg van Soudal-Quick Step. 

## Geschiedenis
De ploeg werd in 2015 opgericht onder de naam Home Solution-Anmapa. Tot en met 2021 kwam de ploeg uit op amateurniveau, sinds 2022 heeft de ploeg een continentale status. In 2023 werd het de opleidingsploeg van Soudal-Quick Step.

## Bekende (ex-)renners
Belgen
Jenno Berckmoes (2020-2021)
Rune Herregodts (2020)
Warre Vangheluwe (2020-2022)
Arno Claeys (2021-2022)
Gil Gelders (2023)
William Junior Lecerf (2023)
Jordi Warlop (2023)
Nederlanders
Pepijn Reinderink (2023)

## Renners
| Naam                    | Nationaliteit       | Geboortedatum    | Ploeg 2023                               |
| ----------------------- | ------------------- | ---------------- | ---------------------------------------- |
| Gabriel Berg            | Frankrijk           | 15 november 2005 | Argenteuil Val de Seine Cyclisme 95      |
| Niels Driesen           | België              | 25 augustus 2005 | Acrog-Balen BC Junior                    |
| Renato Favero           | Italië              | 27 februari 2005 | Borgo Molino Vigna Fiorita               |
| Jelle Harteel           | België              | 8 augustus 2003  | Lotto Dstny Development Team             |
| Senne Hulsmans          | België              | 22 oktober 2003  |                                          |
| Jan Kino                | België              | 8 februari 2003  |                                          |
| Cormac Nisbet           | Verenigd Koninkrijk | 6 januari 2005   | Zappi Racing Team                        |
| Andrea Raccagni Noviero | Italië              | 26 januari 2004  |                                          |
| Federico Savino         | Italië              | 10 juli 2004     |                                          |
| Gauthier Servranckx     | België              | 7 juli 2005      | EFC-L&R-Van Mossel Juniors               |
| Viktor Soenens          | België              | 5 oktober 2005   | Onder Ons Parike                         |
| Leander Van Hautegem    | België              | 9 maart 2003     |                                          |
| Lars Vanden Heede       | België              | 18 maart 2005    | Crabbé Toitures-CC Chevigny Junior       |
| Viktor Vandenberghe     | België              | 26 april 2005    | Pauwels Sauzen-Bingoal                   |
| Jonathan Vervenne       | België              | 27 mei 2003      |                                          |
| Bogdan Zabelinskiy      | Cyprus              | 12 januari 2005  | Cannibal-Victorious U19 Development Team |

## Overwinningen
2020
Parijs-Tours, beloften: Rune Herregodts
2023
1e etappe Ronde van Rwanda: Ethan Vernon
2e etappe Ronde van Rwanda: Ethan Vernon
Le Tour des 100 Communes: Jonathan Vervenne
Youngster Coast Challenge: Warre Vangheluwe
Gent-Wevelgem/Kattekoers-Ieper: Gil Gelders
2e etappe Giro Next Gen: Gil Gelders
Ruota d'Oro-GP Festa del Perdono: Gil Gelders
Ronde van Lombardije voor beloften: William Junior Lecerf
2024
1e etappe Ronde van Rwanda: ploegentijdrit
4e etappe Ronde van Rwanda: William Junio Lecerf
3e etappe Circuit des Ardennes: Federico Savino
2e etappe Giro d'Italia Next Gen: Paul Magnier

### Nationale kampioenschappen
2023
 Belgisch kampioen tijdrijden, beloften: Jonathan Vervenne
 Nederlands kampioen op de weg, beloften: Pepijn Reinderink